# فرانز ويبر (متزحلق جبال الألب)
فرانز ويبر (بالألمانية: Franz Weber)‏ هو متزحلق جبال الألب نمساوي، ولد في 3 أكتوبر 1956 في إنسبروك في النمسا.

## وصلات خارجية
- فرانز ويبر على موقع الاتحاد الدولي للتزلج (التزلج على المنحدرات الثلجية) (الإنجليزية)
- فرانز ويبر على موقع اللجنة الأولمبية الدولية (الإنجليزية)
- فرانز ويبر على موقع أوليمبيديا (الإنجليزية)